# Mägenwil
Mägenwil is een gemeente en plaats in het Zwitserse kanton Aargau en maakt deel uit van het district Baden.
Mägenwil telt 2.065 inwoners.